# Webinarium
Webinarium, potocznie webinar (od ang. web „sieć” i seminar „seminarium”) – rodzaj internetowego seminarium prowadzonego i realizowanego za pomocą technologii webcast, która umożliwia obustronną komunikację między prowadzącym spotkanie a uczestnikami, z wykorzystaniem wirtualnych narzędzi. W założeniu ma przypominać tradycyjne spotkanie i umożliwić kontakt mimo dużych odległości. Webinaria wykorzystywane są głównie jako narzędzia szkoleniowe i marketingowe.

## Terminologia
W Polsce nie wykształciła się dotychczas jednolita terminologia dotycząca zjawisk związanych z webinariami i webcastami, stąd czasem oba słowa używane są zamiennie, choć nie jest to ścisłe. Webcast odnosi się raczej do technologii, webinarium – do formy spotkania.
Funkcjonują również określenia t.j. spotkanie online, czy seminarium internetowe.

## Działanie
Webinaria są realizowane za pomocą specjalnego oprogramowania, zarówno komercyjnego, jak i darmowego. Osoba prowadząca spotkanie ma zazwyczaj do swojej dyspozycji:
- transmisję głosu – poprzez VoIP lub telekonferencję,
- transmisję wideo – kamera internetowa,
- pokaz slajdów i prezentacji,
- dzielenie pulpitu,
- udostępnianie plików.

Bardziej złożone aplikacje umożliwiają również prowadzenie krótkich testów, ankiet i quizów.

## Dostępność
Oprogramowanie do prowadzenia webinariów jest obecnie ogólnodostępne. Oprócz kilkudziesięciu aplikacji produkowanych przez firmy z USA i Europy Zachodniej, jest też kilka programów polskich. Obecnie rośnie liczba trenerów, posiadających praktyczne doświadczenie w prowadzeniu spotkań i szkoleń tego typu.